# Tate Modern
Tate Modern este o galerie de artă modernă din Londra. Este galeria națională de artă modernă a Regatului Unit și face parte din grupul Tate (alături de Tate Britain, Tate Liverpool, Tate St Ives și Tate Online). Este cea mai vizitată galerie de artă modernă din lume, atrăgând aproximativ 4,7 milioane de vizitatori pe an. Tate deține colecția națională de artă britanică din 1900 până în prezent și arta contemporană modernă și internațională. Tate Modern este unul dintre cele mai mari muzee ale artei moderne și contemporane din lume. Ca și în alte galerii și muzee naționale din Marea Britanie, nu există taxă de intrare pentru accesul la expunerile de colecție, care ocupă majoritatea spațiului galeriei, în timp ce biletele trebuie achiziționate pentru marile expoziții temporare.

## Istoric

### Stație electrică Bankside

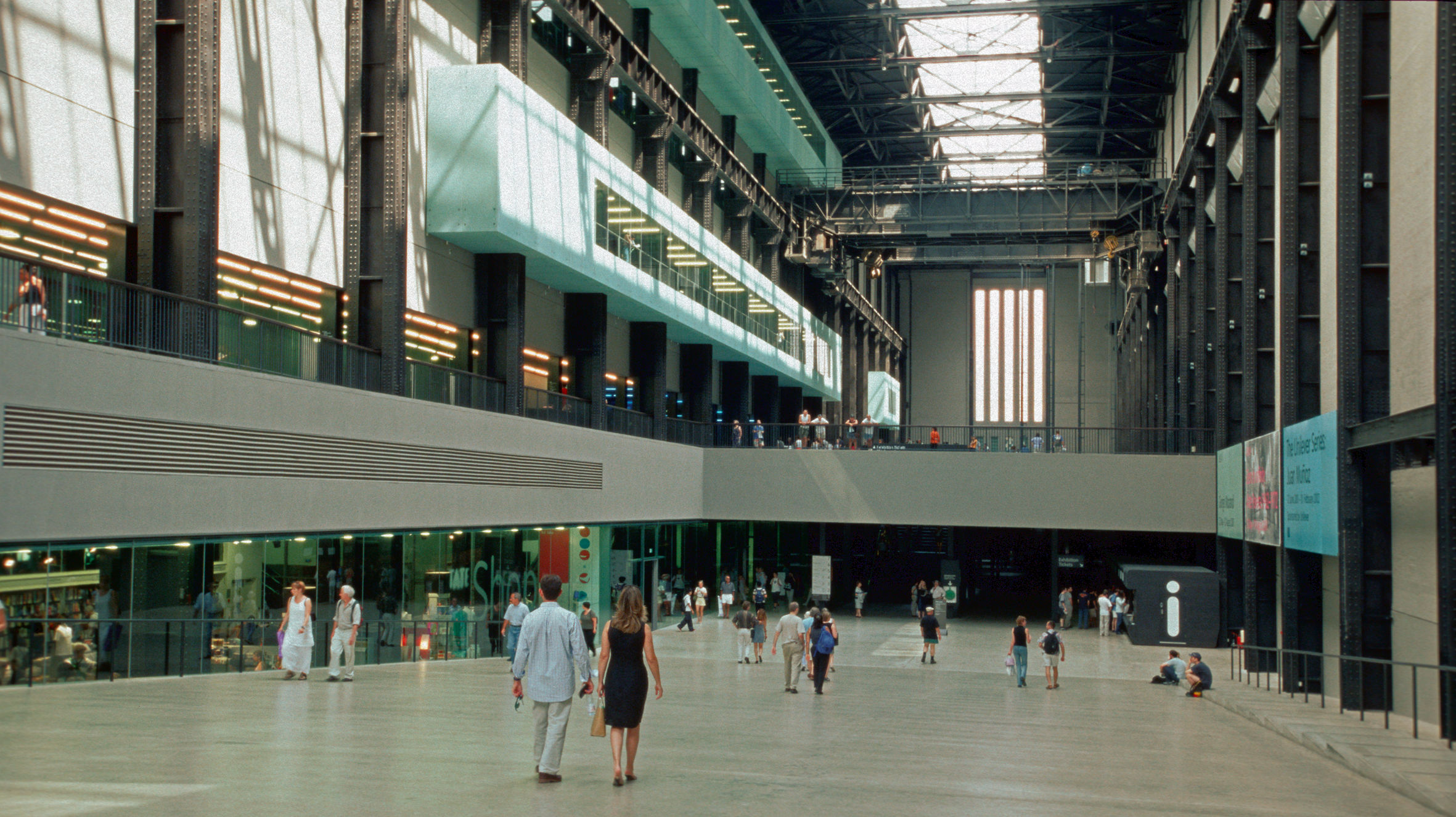
Sala de turbine

Tate modern este găzduit în fosta stație electrică Bankside, proiectată inițial de Sir Giles Gilbert Scott, arhitectul stației electrice Battersea și construită în două etape între 1947 și 1963. Se află direct peste râu de la Catedrala Saint Paul din Londra. Centrala a fost închisă în 1981. 

### Reabilitarea inițială

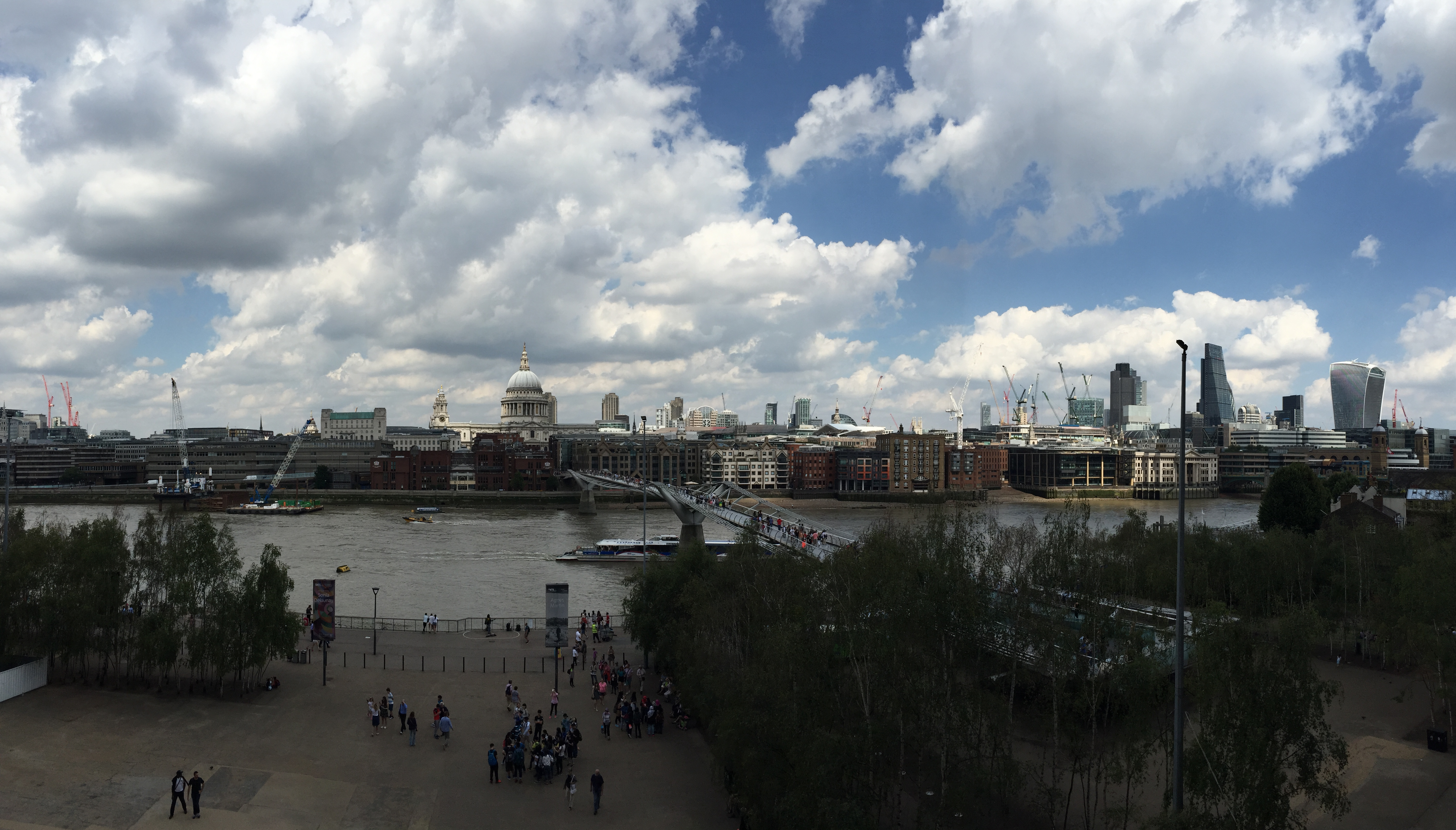
Vedere panoramică de la balconul Tate Modern

Mulți ani după închidere, stația electrică Bankside a fost amenințată de demolarea dezvoltatorilor. Mulți oameni au făcut o campanie pentru salvarea clădirii și au prezentat sugestii pentru posibile noi utilizări, însă au fost refuzați. În aprilie 1994, Galeria Tate a anunțat că Bankside va fi sediul noului Tate Modern. În luna iulie a aceluiași an, a fost lansat un concurs internațional pentru selectarea unui arhitect pentru noua galerie. Jacques Herzog și Pierre de Meuron de la firma Herzog & de Meuron au fost anunțați ca arhitecți câștigători în ianuarie 1995. Convertirea în valoare de 134 milioane de lire sterline la Tate Modern a început în iunie 1995 și a fost finalizată în ianuarie 2000.

### Deschiderea și primirea inițială
Tate Modern a fost deschisă de Regina Elisabeta a II-a la 11 mai 2000.
Tate Modern a primit 5,25 milioane de vizitatori în primul său an. Anul trecut, cele trei galerii existente Tate au primit împreună 2,5 milioane de vizitatori.

### Proiect extins
Tate Modern a atras mai mulți vizitatori decât se așteptau inițial și intenționează să-l extindă fiind pregătit încă din 2004. Aceste planuri s-au axat pe sud-vestul clădirii, cu intenția de a oferi un spațiu de afișare de 5.000m2, dublând aproape spațiul de afișare.
Cea de-a treia parte a clădirii a fost menținută de către compania franceză de energie EDF Energy ca stație electrică. În 2006, compania a lansat jumătatea de vest a acestei exploatații și s-a planificat înlocuirea structurii cu o extindere a turnului la muzeu, planificată inițial a fi finalizată în 2015. Turnul urma să fie construit pe vechile rezervoare de stocare a petrolului, care l-ar fi transformat într-un spațiu de artă performantă. Ingineria structurală, geotehnică, civilă și de fațadă și consultanța de mediu au fost întreprinse de Ramboll între 2008 și 2016.
Acest proiect a fost inițial cotat la 215 milioane lire sterline. Dintre sumele strânse, 50 de milioane de lire sterline au provenit din partea guvernului britanic; 7 milioane de la Agenția de Dezvoltare din Londra; 6 milioane de la filantropul John Studzinski; și donații de la, printre altele, sultanatul Oman și Elisabeta Murdoch.
În iunie 2013, transportul maritim internațional și magnatul proprietății, Eyal Ofer, a promis 10 milioane de lire sterline pentru proiectul de extindere, făcând la 85% din fondurile necesare. Eyal Ofer, președintele agențiilor maritime Zodiac Maritime din Londra, a declarat că donația făcută prin intermediul fundației familiei ar permite "o instituție iconică pentru a spori experiența și accesibilitatea artei contemporane". Directorul Tate, Nicholas Serota, a lăudat donația spunând că ar ajuta Tate Modern să devină un muzeu  adevărat al secolul XX.

### Rezervoarele
Prima fază a extinderii a implicat conversia a trei cisterne de petrol subterane mari, circulare, utilizate inițial de către stația electrică, în spații accesibile și în zonele de instalații accesibile. Acestea au fost deschise la 18 iulie 2012 și au fost închise la 28 octombrie 2012, deoarece lucrările la clădirea turnului au continuat direct deasupra. Acestea au fost redeschise după finalizarea extensiei Switch House la 17 iunie 2016.
Două dintre rezervoare sunt folosite pentru a arăta performanțele în timp real și instalațiile, în timp ce a treia oferă spațiu utilitar. Tate le descrie ca fiind "primele galerii muzeale din lume dedicate permanent artei vii".